# زغلوجة (عباس الشرقي)
زغلوجة (بالفارسية: زگلوجه) هي منطقة سكنية تقع في إيران في قسم عباس الشرقي الريفي. يقدر عدد سكانها بـ 59 نسمة .